# José Antonio Lozano Díez
José Antonio Lozano Díez (27 de junio de 1970) es un jurista mexicano, actualmente Presidente de la Junta de Gobierno de la Universidad Panamericana y el IPADE.
Está casado con María Teresa Serrato París, con quien tiene 4 hijos.

## Formación
José Antonio Lozano Díez, es abogado por la Universidad Panamericana, donde obtuvo el grado con la defensa de la tesis La justicia administrativa en México. Es doctor en Derecho por la Universidad de Navarra, cuya defensa de la tesis De la razón de Estado a la razón de mercado mereció la más alta calificación. Es miembro del Sistema Nacional de Investigadores, del Conacyt, nivel I. Además, cursó el programa de perfeccionamiento D1 en el IPADE.

## Trayectoria profesional
Entre 2003 y 2014 fue decano de la Facultad de Derecho, de la Universidad Panamericana, campus México. Durante su gestión, dio continuidad a la labor académica surgida del Instituto Panamericano de Jurisprudencia e impulsó nuevos proyectos para darle solidez a la investigación realizada por los profesores de tiempo completo de la Facultad.
Fue rector general del sistema UP-IPADE por el periodo comprendido entre el 20 de noviembre de 2014 y hasta el 19 de noviembre de 2020.
Desde el 19 de noviembre de 2020 es presidente de la Junta de Gobierno de la Universidad Panamericana-IPADE.
Escribe columnas de opinión para los diarios: Capital México, Excélsior, Reforma y El Universal. Tiene una cápsula en el noticiario En los Tiempos de la Radio, de Óscar Mario Beteta, así como un espacio semanal en el noticiero radiofónico de Joaquín López-Dóriga
Es académico de la Academia Mexicana de Legislación y Jurisprudencia y de la Academia Mexicana de Derecho Internacional.
Previo a sus cargos académicos fue subdirector divisional en el área de Recuperación de Crédito en la banca empresarial de Bancomer y director de área en la Dirección General Jurídica y de Asuntos Contenciosos de la Comisión Federal de Competencia Económica.

## Actividad docente
Es profesor titular en la Facultad de Derecho de la UP de las materias de Derecho administrativo (Marco legal de la administración pública y Acto administrativo) en la licenciatura y, en el posgrado, de Marco legal de la empresa, en la maestría en Derecho de Empresa, Teoría general de la política, en la maestría en Gobierno y Políticas públicas y de Metodología de la investigación, en el doctorado en Derecho. Además, Es profesor en el IPADE, y ha dado clase en la Universidad Northwestern en Chicago. Ha dirigido más de un centenar de tesis de licenciatura y posgrado y, entre sus libros, destacan Nuevos perfiles de la educación jurídica en México (coautor), La reforma petrolera, y Sociología general y jurídica.

## Publicaciones
Es articulista de Capital. Es autor de los libros: "Alcance de las sentencias del Tribunal Electoral del Poder Judicial de la Federación frente a Organizaciones diversas de carácter político y social", publicado por el Tribunal Electoral del Poder Judicial de la Federación, "Sociología Jurídica", publicado por Oxford University Press, "Lineamientos para un Código Deontológico de la Abogacía Mexicana", publicado por el Instituto de Investigaciones Jurídicas de la UNAM, "Midiendo los Resultados del Gobierno", publicado por Editorial Porrúa, "La Reforma Petrolera: el paso necesario", publicado por Editorial Porrúa y "Nuevos Perfiles de la Educación en México", publicado por Editorial Porrúa

## Director de la Facultad de Derecho
Como director de la Facultad de Derecho de la Universidad Panamericana consiguió importantes logros. En 2006 reformó su plan de estudios tras una larga investigación y asesoramiento con expertos de todo el mundo. El posgrado ha aumentado su oferta educativa, dejando de basarse en especialidades para pasar a un sustento en maestrías y fortaleció el doctorado. Durante su mandato han ingresado una cantidad importante de profesores al Sistema Nacional de Investigadores del Conacyt, por lo que se ha convertido en la institución de educación superior privada con más investigadores nacionales. Por todo su trabajo logró que la Facultad de Derecho se ubique como la mejor opción para estudiar derecho por cuatro años consecutivos de acuerdo con la encuesta que realiza el periódico Reforma.

## Integrante del Comité Técnico Evaluador para integrar INE
En febrero de 2014 el presidente de la Comisión Nacional de los Derechos Humanos lo designó como integrante del Comité Técnico Evaluador de los candidatos a integrar el Consejo General del Instituto Nacional Electoral. Junto con los otros integrantes, elaboró las once listas de candidatos a ocupar los cargos de consejeros del INE, de donde la Cámara de Diputados eligió a sus integrantes.

## Rector de la UP-IPADE
Del 20 de noviembre de 2014 al 19 de noviembre de 2020 fue rector general del sistema UP-IPADE. Durante su rectorado se adquirieron las 40 hectáreas del terreno que constituirá Ciudad UP. Asimismo, se concluyó la Fase 1 de ese proyecto, que incluye el primer edificio. Este proyecto hará que la Universidad Panamericana tenga el campus más grande de una universidad privada en América Latina.
Asimismo, se impulsó mucho la investigación, llegando a la cifra de 140 profesores miembros del Sistema Nacional de Investigadores (México), duplicando la cifra que existía cuando asumió la rectoría. La producción académica se triplicó en ese periodo. Gracias a eso, la UP empezó a figurar en los rankings de universidades, y se colocó como la tercera mejor institución privada de México de acuerdo al índice QS. Avanzó cincuenta posiciones globales en el ranking y doscientas en América Latina. Además, se colocó como la mejor universidad mexicana según la encuesta del periódico Reforma.